# Цуманська (Силенська) волость
Цуманська (Силенська) волость — історична адміністративно-територіальна одиниця Луцького повіту Волинської губернії Російської імперії. Волосний центр — село Цумань. 

## Історія
На межі ХІХ-ХХ століть територія волості збільшилася майже удвічі за рахунок приєднання більшої частини території ліквідованої Гораймівської волості (відійшли майже всі поселення, окрім сіл Тельчі й Велика та Мала Осниця).
Тоді ж центр волості було перенесене до села Сильне, волость змінила назву на Силенська.
Станом на 1885 рік складалася з 10 поселень об'єднаних у 8 сільських громад. Населення — 3369 осіб (1673 чоловічої статі та 1696 — жіночої), 285 дворових господарства.
Основні поселення волості:
- Цумань — колишнє власницьке село при річці Путилівка, за 45 верст від повітового міста; волосне правління; 548 осіб, 54 двори, православна церква, школа, постоялий будинок, водяний млин, винокурний завод. За 10 верст — смоляний завод. За 10 верст — садиба Олика із водяним млином, сукновальний та лісопильний заводи. За 20 верст — Богуславський скляний завод.
- Берестяне — колишнє власницьке село, 405 осіб, 47 дворів, православна церква, постоялий будинок.
- Гнатівка — єврейська землеробська колонія, 333 особи, 31 двір, синагога.
- Сильне — колишнє власницьке село, 360 осіб, 37 дворів, православна церква, школа, поштова станція.

## Під владою Польщі
18 березня 1921 року Західна Волинь відійшла до складу Польщі. Волость продовжувала існувати як ґміна Сільно Луцького повіту Волинського воєводства в тих же межах, що й за Російської імперії та Української держави (єдиною зміною було включення до складу села Журавичі).
Польською окупаційною владою на території ґміни інтенсивно велася державна програма будівництва польських колоній і заселення поляками. На 1936 рік ґміна складалася з 28 громад:
1. Балярка — колонія: Балярка;
2. Берестяни — село: Берестяне, гаївки: Борчиїв, Березина, Діброва, Гірка, Куток, Козел, Крижик і Звіринець та лісничівки: Брак і Казарма;
3. Холоневичі — село: Холоневичі;
4. Цумань — село: Цумань, селище: Гурбищі та гаївки: Цегельня і Запілля;
5. Черниж — село: Черниж;
6. Домашів — село: Домашів та колонії: Гниляк і Великий-Ліс;
7. Глибочок — колонії: Глибочок, Борщова, Козли і Заугільці;
8. Гряда — колонії: Гряда, Антонівка, Двірець, Грабинка, Неручі й Нещасть;
9. Галинівка — колонії: Галинівка, Дубовий-Острів, Ладеса, Млинок, Залісся і Завулок та хутір: Мости;
10. Гараймівка — село: Гараймівка, колонії: Борова, Хвощик, Ламане і Селище та гаївка: Опір;
11. Городище — село: Городище та гаївка: Городище;
12. Грем'яче — села: Грем'яче і Яківчиці;
13. Ігнатівка — колонії: Ігнатівка і Дворище;
14. Карпилівка — село: Карпилівка, гаївка: Гайсин та колонія: Зимник;
15. Клобучин — село: Клобучин, гаївки: Клобучин, Сермин, Верещова-Гора і Забур'я та лісничівка: Лопатень;
16. Красноволя — село: Красноволя;
17. Липно — село: Липно;
18. Матейки — села: Матейки і Погулянка;
19. Майдан-Липинський — село: Майдан-Липинський;
20. Мар'янівка — колонія: Мар'янівка;
21. Міляшів — колонія: Міляшів;
22. Миків — село: Микове та колонія: Панів;
23. Сильно — село: Сильне, урочище: Дубове та гаївки: Хвощик, Цукри і Караща;
24. Скреготівка — село: Скреготівка та гаївки: Глибока-Долина, Костюкова-Рудка, Обшар, Оличка і Стара-Смолярня;
25. Вовче — колонія: Вовче;
26. Знамирівка — село: Знамирівка та колонії: Козел, Малище і Затишшя;
27. Софіївка — містечко: Софіївка та гаївка: Погулянка;
28. Журавичі — село: Журавичі.

Після радянської анексії західноукраїнських земель ґміна ліквідована у зв'язку з утворенням Софіївського (Цуманського) району.